# Flesh and Stone
"Flesh and Stone" (intitulado "Carne e Pedra" no Brasil) é o quinto episódio da quinta temporada da série de ficção científica britânica Doctor Who, transmitido originalmente através da BBC One e BBC HD em 1 de maio de 2010. É a segunda parte de uma história dividida em dois capítulos, sendo a conclusão de "The Time of Angels". Ambos foram escritos por Steven Moffat e dirigidos por Adam Smith.
Após o cliffhanger do episódio anterior, o Doutor, um alienígena viajante do tempo interpretado por Matt Smith, e sua acompanhante, Amy Pond (Karen Gillan), juntamente com River Song (Alex Kingston), o padre Octavian (Iain Glen) e seus clérigos militarizados, escapam da emboscada dos Weeping Angels, criaturas que só podem mover-se quando não são observadas. Eles se refugiam dentro da espaçonave destruída Byzantium, mas os Weeping Angels também adentram o lugar e os perseguem, ao mesmo tempo em que Amy está à beira da morte por ter um deles dentro de sua cabeça. No entanto, todos precisam enfrentar o perigo de uma rachadura crescente no tempo e no espaço, que tem o poder de apagar as pessoas da história.
Moffat escreveu esses dois episódios como uma sequência de "Blink", exibido na terceira temporada, mais orientada para a ação, inspirando-se na relação entre o filme Alien e sua sequência, Aliens, para produzi-los. O episódio contém informações importantes sobre o arco da história principal da temporada, bem como apresenta muitos elementos motivados pelos personagens. "The Time of Angels" e "Flesh and Stone" foram os dois primeiros episódios a serem filmados para a quinta temporada; as filmagens deste último ocorreram no final de julho e foram realizadas principalmente em Puzzlewood e Southerndown.
Foi assistido por 8,495 milhões de telespectadores no Reino Unido e recebeu críticas positivas, embora muitos revisores tenham comentado que o episódio não estava à altura da qualidade de seu antecessor, além de discordarem da decisão em mostrar os Weeping Angels se movendo. Adicionalmente, a cena na qual Amy tenta seduzir o Doutor gerou algumas queixas à BBC.

## Enredo
Continuando do cliffhanger do episódio anterior, a destruição do globo gravitacional permite ao Doutor, Amy, River Song, o padre Octavian e seus clérigos saltarem em cima da espaçonave destruída Byzantium por conta de sua gravidade artificial, sendo impulsionados pelo globo. Desde modo eles conseguem escapar da emboscada dos Weeping Angels. As criaturas seguem-nos para dentro da nave e o Doutor leva todos para a fábrica de oxigênio, uma floresta dentro do lugar. Enquanto eles estão na sala de controle secundária, o Doutor encontra uma rachadura na parede e percebe que ela é a mesma do quarto de Amy ("The Eleventh Hour"). Ele deduz que ela está vazando energia temporal, a qual está sendo usada como alimento pelos Weeping Angels.

A rachadura no universo aparece na parede da Byzantium. Em "Flesh and Stone" é explicado que ela pode apagar os seres da existência e que foi ocasionada por uma grande explosão temporal no dia do casamento de Amy.

Na floresta, o Doutor e River percebem que Amy tem a imagem de um Weeping Angel em seu cérebro. O Doutor pede para ela manter seus olhos fechados para não ser morta. Devido à limitação de Amy, ela é deixada com os soldados, enquanto o Doutor, River e Octavian tentam alcançar a sala de controle primária do outro lado da floresta. Chegando lá, Octavian revela que River é uma prisioneira sob sua custódia, e caso ela consiga completar a missão, será liberta. Ele é posteriormente capturado e morto por um Weeping Angel, enquanto os outros dois entram na sala de controle. Nesse período, a rachadura na sala de controle secundária abre ainda mais e as criaturas se afastam. Quando alguns dos clérigos se aproximam para investigar, eles desaparecem completamente; Amy se lembra deles, mas os demais não têm conhecimento de sua existência. Ela logo fica sozinha após todos os soldados desaparecem investigando a fenda. O Doutor instrui Amy a se dirigir para onde ele está, mas mantendo os olhos fechados e agindo como se ainda pudesse ver, a fim de enganar os Weeping Angels. Apesar de conseguir no começo, Amy tropeça e revela sua cegueira, mas River consegue transportá-la de volta para a sala de controle a tempo.
O Doutor revela que a rachadura é fruto de uma explosão temporal em algum lugar, em uma data que ele e River conseguem determinar. Ele adverte que qualquer coisa que cair nela é apagada do tempo; por isso os Weeping Angels a temem. A única maneira de fechar temporariamente a fenda é enviar um "evento de espaço-tempo complicado", como o próprio Doutor ou todos os monstros. Estes continuam drenando o poder da Byzantium até a gravidade artificial ser desativada, fazendo-os cair na rachadura, enquanto o Doutor, Amy e River se seguram nos controles. Como a criatura dentro da mente de Amy nunca existiu, ela fica livre dele. Ao saírem da caverna, River é teletransportada pelos clérigos. Antes de ir, ela afirma ao Doutor que eles se encontrarão novamente quando "a Pandorica se abrir".
De volta a TARDIS, Amy pede ao Doutor para levá-la à Terra na noite em que eles saíram porque ela quer mostrar-lhe algo. Em seu quarto, ela mostra seu anel de noivado e vestido de casamento ao Doutor, explicando que vai se casar com Rory no dia seguinte. Ela então tenta seduzir o Doutor, mas ele a convence de que esse tipo de relacionamento não funcionaria entre eles, além dela ser noiva. Antes de irem embora, o Doutor percebe que o casamento de Amy é em 26 de junho de 2010, o mesmo dia do epicentro da explosão temporal.

## Produção

### Roteiro
O roteirista Steven Moffat teve o conceito de "The Time of Angels" e "Flesh and Stone" quando ele estava pensando nas piores situações possíveis ao se enfrentar os Weeping Angels, chegando à conclusão de que a pior coisa era a incapacidade de enxergar. Sua ideia original foi a cegueira, desenvolvida na situação em que Amy acabou. Ele também projetou a história como uma sequência de "Blink", transmitido na terceira temporada (quando os Weeping Angels foram introduzidos), mais orientada para a ação. O autor foi inspirado pela relação entre o filme Alien e sua sequência, Aliens, com o primeiro sendo mais discreto e o último "altamente colorido". Moffat achou Aliens "a melhor sequência para um filme já feita" e decidiu implementar seu conceito. Ele também pretendia que os Weeping Angels tivessem um plano que pudesse se tornar "quase como uma guerra", em contraste com a forma como eles estavam lutando para sobreviver em "Blink". O título "Flesh and Stone" foi sugerido por seu filho.
O episódio também é importante no arco de história principal da quinta temporada sobre as rachaduras no tempo e no espaço. A ideia foi inspirada por uma fenda semelhante na parede do quarto do filho de Moffat. Quando ela reaparece, vários fatos são revelados. No episódio, o Doutor especula que elas estão conectadas ao fato de Amy não se lembrar dos eventos de vários episódios anteriores, bem como de fatos históricos como mostrados em "The Next Doctor". Ele também descobre que a explosão temporal responsável pela falha ocorreu em 26 de junho de 2010, dia da exibição do décimo terceiro e último episódio da temporada, "The Big Bang". Quando Amy está sozinha e o Doutor retorna brevemente para consola-la e pedir-lhe para que confie nele e lembre-se do que ele lhe disse quando era mais nova, ele está usando sua jaqueta, cujo foi perdida no início do episódio, bem como um relógio de pulso diferente. É revelado em "The Big Bang" que este era de fato o Doutor dos eventos daquele episódio, criando eventos no passado de Amy para tentar ajudá-la a se lembrar dele depois de ter reiniciado o universo. River Song diz ao Doutor que ela o verá novamente quando a Pandorica se abrir; esta foi anteriormente referida pelo Prisioneiro Zero em "The Eleventh Hour" e é revelada em "The Pandorica Opens", quando River retorna.
Muitas instâncias no episódio foram conduzidas por personagens. A ação do Weeping Angel em torturar Amy "por diversão" foi motivada pela raiva do Doutor, mas isso também lhe deu coragem para derrotá-los e salvá-la. Moffat descreveu o Doutor na cena onde ele descobre como salvar Amy em questão de segundos como sendo "um doutor muito básico [...] puro e simples", bem como não teve tempo para consolá-la porque sua compaixão atrapalharia sua concentração. River também deveria entender isso e explicar a Amy que ele precisava pensar. Segundo o autor, Amy era "apaixonada e lutadora [...] e também muito inteligente", demonstrado na cena em que a personagem não podia abrir os olhos por mais de um segundo, mas estava determinada a fazê-lo. Moffat também acreditava que a decisão dela em tentar seduzir o Doutor foi consistente com a personagem construída por ele em seu primeiro episódio. Foi também um reflexo de como os dois acabaram de fugir da morte e compartilharam um momento difícil juntos, e a tendência de Amy de fazer coisas "no calor do momento". A reação do Doutor seria um reflexo de como ele geralmente agia envergonhado e perturbado quando as mulheres se comportavam assim.

### Filmagens e efeitos

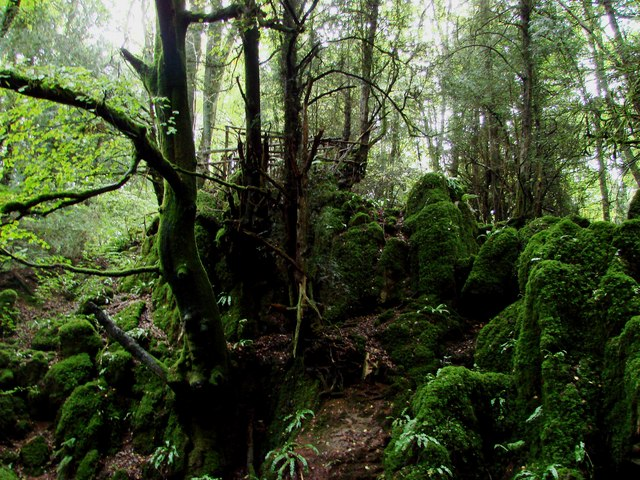
As cenas da floresta foram filmadas na floresta de Dean em Puzzlewood.

"The Time of Angels" e "Flesh and Stone" foram os dois primeiros episódios a serem produzidos para a quinta temporada. A leitura do roteiro desse último ocorreu em 15 de julho de 2009. As cenas da floresta na Byzantium foram filmadas na floresta de Dean em Puzzlewood durante nove noites em julho de 2009. As cenas finais em uma praia foram gravadas em Southerndown, Vale of Glamorgan, País de Gales, em 20 e 21 de julho 2009, sendo a primeira seção de gravações da temporada.
A maioria dos Weeping Angels não são estátuas, mas sim jovens usando máscaras, figurinos e pinturas, que levaram de duas a três horas para serem finalizadas. O diretor Adam Smith as chamou de "um pesadelo absoluto para filmar", porque demoravam muito para serem preparadas e eles precisaram ficar parados por longos períodos de tempo. No clímax da história, Gillan teve que andar com os olhos fechados, e para ela isso foi difícil e desafiador, pois o chão era desigual e lamacento. Ela afirmou que "foi a coisa mais assustadora" quando precisou tropeçar e cair, mesmo estando ciente do colchão de proteção. Como não era capaz de se expressar através de seus olhos, a atriz teve que se animar para transmitir emoção. A cena onde o Doutor, Amy e River ficam na horizontal quando a gravidade falha na Byzantium foi realizada usando cabos e máquinas de vento poderosas. O azul no quarto de Amy foi ideia de Adam Smith para mostrar a inspiração dela na TARDIS quando encontrou o Doutor na infância.

## Transmissão e recepção
"Flesh and Stone" foi transmitido no Reino Unido originalmente na noite de 1 de maio de 2010 na BBC One e BBC HD. Números não oficiais indicaram que 6,53 milhões de espectadores assistiram o episódio na BBC One e 340 000 o viram na BBC HD. O episódio teve um pequeno aumento na audiência comparado ao anterior, mas mesmo assim acabou como o segundo programa mais assistido naquela noite, perdendo apenas para Britain's Got Talent. A audiência consolidada subiu para 8,019 milhões na BBC One e para 476 000 na BBC HD, acumulando 8,495 milhões de telespectadores. Foi o quinto e o primeiro programa mais assistido nos respectivos canais. Teve um Índice de Apreciação de 86, considerado "excelente". No Brasil, "Carne e Pedra" foi exibido na TV Cultura em junho de 2012 e no Syfy em 8 de abril de 2016.
Foi lançado em DVD e Blu-ray na Região 2 juntamente com "The Time of Angels", "The Vampires of Venice" e conteúdos especiais dos três episódios em 5 de julho de 2010. Foi então relançado no DVD da quinta temporada completa em 8 de novembro de 2010. No Brasil, também foi publicado no DVD da quinta temporada em 4 de julho de 2015.

### Recepção crítica
"Flesh and Stone" recebeu críticas positivas. Escrevendo para o The Guardian, Daniel Martin achou que o episódio "certamente pode ser descrito como o melhor episódio de Doctor Who já feito". Ele também comentou: "É apenas ridiculamente bom, de modo que quase não há nenhum sentido em escolher momentos, pois havia uma sequência icônica a cada dois segundos". Em particular, Martin elogiou a cena da morte do padre Octavian, descrevendo-a como "o desespero se apodera do rosto de Matt Smith quando ele percebe que precisará deixá-lo morrer; o discurso final de Octavian transpassa honra e elegância". Matt Wales, da IGN, deu ao episódio nota dez, dizendo que ele estava "cheio de momentos grandes e icônicos", e declarou: "no final, ficamos com mais perguntas do que respostas e um senso muito melhor do meticuloso planejamento de Moffat".
Gavin Fuller do The Daily Telegraph descreveu o episódio como "uma montanha-russa de emoções e caídas". Ele elogiou as cenas na floresta, dizendo que eram "facilmente o destaque do episódio, trazendo uma gama completa de emoções de acordo com a natureza e escala da ameaça com que o Doutor, Amy, River e os clérigos encararam durante a progressão da história." No entanto, ele expressou a incerteza sobre a "tentativa de Amy em seduzir o Doutor", alegando que "parecia fora de sintonia com o tom habitual da série", e que "dado o número de crianças assistindo, poderia não ser a cena mais adequada para se mostrar". Patrick Mulkern, escrevendo para a Radio Times, deu ao episódio uma revisão positiva, descrevendo ele e seu antecessor, "The Time of Angels", como "dois episódios de Doctor Who que merecem nota dez no registo de qualquer um", embora Mulkern tenha achado "The Time of Angels" "ligeiramente mais deslumbrante", pois considerou os Weeping Angels mais "macabros" na primeira parte. Apesar disso, "Flesh and Stone" ainda "dava tremores e tensão." O revisor também disse que ouve um "momento muito divertido com as travessuras amorosas de Amy no final".
Steven Cooper da Slant Magazine chamou o episódio de "uma montanha-russa emocionante e cheia de ação" e elogiou os "visuais de alto nível" do diretor Adam Smith, bem como as atuações de Smith, Gillan e Kingston. Ele notou a diferença entre o arco de história mais óbvio de Moffat em oposição aos outros na série moderna, acreditando que isso possivelmente seria uma "inovação muito demorada" para o show. Cooper também elogiou a derrota final dos Weeping Angels devido ao uso de um elemento esquecido pelo telespectador, do mesmo modo como gostou de ver o movimento das estátuas, declarando que era "assustador e bem feito", mas os tornou "muito menos originais e interessantes", além da cena não ter "nenhum significado" e ser inserida apenas para preencher o tempo. O revisor da revista SFX, Dave Golder, concordou, chamando a cena de "muito assustadora" e a movimentação dos Weeping Angels muito "efetiva", mas achou que "esses grandes monstros pareceram um pouco covardes e estúpidos". Para ele, "Flesh and Stone" não fez jus à "primeira parte brilhante", considerando-o "um pouco monótono" e sem "uma verdadeira boa revelação". No entanto, para Golder foram "cerca de 45 minutos sólidos, emocionantes e que elevaram as pulsações", bem como era "tenso e repleto de frases memoráveis e momentos tocantes dos personagens", elogiando particularmente a contagem regressiva de Amy e morte de Octavian.
O Daily Mail afirmou que a cena de sedução levou a queixas de alguns espectadores, que acusaram a BBC de tentar "deixar o show 'mais sexy' para atrair espectadores adultos". O artigo cita um representante do grupo de pressão Mediawatch-uk e um colaborador anônimo em um quadro de mensagens na internet. Um porta-voz da BBC confirmou que o canal recebeu 43 reclamações sobre a cena.